# Curry (llenguatge de programació)
Curry és un llenguatge experimental de programació en lògica funcional, basat en el llenguatge Haskell, que combina elements de llenguatge de programació funcional i programació lògica. Pren el nom del matemàtic Haskell Curry.
El programa és expressat a través d'un conjunt de funcions expressats sota equacions o regles.